# Sergei Iwanowitsch Menjailo

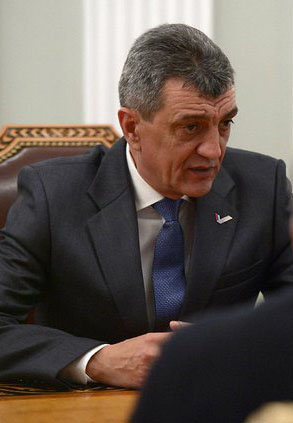
Sergei Iwanowitsch Menjailo

Sergei Iwanowitsch Menjailo (russisch Сергей Иванович Меняйло; * 22. August 1960 in Alagir, Nordossetische Autonome Sozialistische Sowjetrepublik, RSFSR, UdSSR) ist ein russischer Politiker, Vizeadmiral der Reserve und Wirklicher Staatsrat 1. Klasse der Russischen Föderation.

## Biographie
Nach dem Schulabschluss begann Menjailo seine militärische Laufbahn in der Kaspischen Rotbanner-Offiziershochschule der Seestreitkräfte S.M.Kirow in Baku. Diese absolvierte er 1983 als Ingenieur-Navigationsoffizier. Anschließend wurde er zum Navigationskommandeur für Minenabwehrfahrzeuge der Kolskaja-Flottille ernannt.
Ende der 1980er Jahre diente Menjailo als Kommandant des Seeminensuchschiffes „Konteradmiral Wlassow“.
Im März 1990 wurde Menjailo als Abgeordneter in den Murmansker Regionalrat der Volksabgeordneten gewählt. 1995 erwarb er einen weiteren Abschluss von der Seekriegsakademie „N. G. Kusnezow“ in Sankt-Petersburg und wurde zuerst zum Stellvertreter, dann 1998 zum Befehlshaber der Kaspischen Flottille befördert.
2002 ließ sich Menjailo in die Militärakademie des Generalstabes der Streitkräfte der Russischen Föderation einschreiben.
Im Juni 2004 berief Wladimir Putin per Erlass Menjailo zum ersten stellvertretenden Kommandeur des zur Schwarzmeerflotte angehörenden Noworossijker Marinestützpunktes. Mit zeitgleicher Beförderung zum Konteradmiral rückte Menjailo im August 2005 zum Befehlshaber des Noworossijker Marinestützpunktes. Im Juni 2007 stieg er zum Vizeadmiral.
Während des Kaukasuskrieges 2008 beteiligte sich Menjailo aktiv an der Marinelandungsoperation der russischen Schwarzmeerflotte.
Im Oktober 2009 erhielt Menjailo eine weitere Beförderung als stellvertretender Kommandant der Schwarzmeerflotte. Ende Dezember 2011 entließ Dmitri Medwedew Menjailo aus dem Militärdienst in die Reserve.
Mit dem Ausbruch der Bürgerproteste in der Ukraine und der darauffolgenden Annexion der Krim durch Russland kehrte Menjailo als Politiker in die Öffentlichkeit zurück. Im April 2014 wurde er zum Gouverneur der Stadt Sewastopol gewählt.
Im Zuge des Konfliktes mit Alexei Tschaly, dem Vorsitzenden der gesetzgebenden Versammlung von Sewastopol, schied Menjailo am 28. Juli 2016 aus seinem Amt aus; sein Nachfolger wurde Dmitri Owsjannikow. Noch am selben Tag wurde er zum bevollmächtigten Vertreter des russischen Präsidenten im Föderationskreis Sibirien ernannt.
Nach dem Giftanschlag auf Alexei Nawalny wurde er im Oktober 2020 von der EU mit einem Einreiseverbot und einer Kontensperre sanktioniert. Unter Präsident Joe Biden erließen die USA im März 2021 Sanktionen in Form von Kontensperrungen gegen dieselben sieben Personen, die von der EU im Oktober 2020 wegen des Giftanschlags sanktioniert wurden.
Am 9. April 2021 wurde Menjailo durch Präsident Wladimir Putin per Dekret zum Präsidenten der Republik Nordossetien-Alanien ernannt.